# Colegiul Național Bogdan Petriceicu Hasdeu, Buzău
Colegiul Național „Bogdan Petriceicu Hasdeu” (denumit în trecut Gimnaziul Tudor Vladimirescu și Liceul Alexandru Hâjdău) este cea mai importantă instituție de învățământ liceal din orașul Buzău, România. Este un monument istoric, Cod LMI:  BZ-II-m-B-02326. El a luat ființă în 1867, clădirea fiind construită pe un teren care a aparținut Mănăstirii Banului, și a purtat numele de Gimnaziul Tudor Vladimirescu până în 1875, când a primit numele Alexandru Hâjdeu. Din 1932 instituția se numește Bogdan Petriceicu Hasdeu.
În 1873 Basil Iorgulescu a înființat aici prima bibliotecă din oraș, iar în 1893, aceasta, denumită Biblioteca Publică „Carol I” s-a mutat în noul local al gimnaziului. În 1895 la liceu a fost inaugurată prima colecție publică de tip muzeal din oraș, constând din piese arheologice, antropologice și istorice.

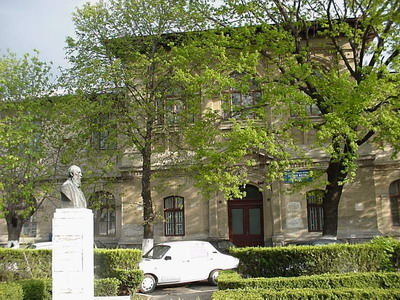
Liceul „B.P.Hasdeu” în 2004

## Profesori ai liceului
- Basil Iorgulescu (1847-1904), profesor de latină și filologie comparată, franceză, religie și științele naturii
- Constantin Giurescu (1875-1918)
- Ion Andreescu (1850-1882)